# Lilli Gjerløw
Lilli Gjerløw (1910-1998) est une archiviste norvégienne.

## Biographie
Née le 19 juin 1910 à Vigmostad, Lilli Gjerløw est archiviste paléographe (promotion 1935) et docteur ès lettres.
Attachée au Norsk Historisk Kjeldeskriftinstitutt, elle est élue membre de l'Académie norvégienne des sciences et des lettres en 1984.
Elle meurt le 4 décembre 1998 à Oslo.